# John Ilderton Burn
John Ilderton Burn (1774 – 1848) è stato un avvocato britannico.

Compendium of the law of marine insurances, 1801 (Fondazione Mansutti, Milano).

Avvocato iscritto all'Inner Temple di Londra, Burn scrisse saggi sulla carestia di grano nel 1800, sulla normativa delle operazioni di borsa nel 1803 e una raccolta di lettere sull'emigrazione nel 1832. La sua opere più celebre è Compendium of the law of marine insurances (1801), edita a Londra e riguardante il diritto marittimo. Il volume, di cui una copia è conservata alla Fondazione Mansutti di Milano, è dedicato al collega J.A. Park, autore del trattato A system of the law of marine insurances.